# Worsley and Eccles South (circonscription britannique)
La circonscription de Worsley and Eccles South est une circonscription située dans le Grand Manchester et représentée à la Chambre des communes du Parlement britannique.